# 사미 알자베르
사미 압둘라 알자베르(아랍어: سامي الجابر, 1972년 12월 11일, 리야드 ~ )는 사우디아라비아의 전 축구 선수로, 스트라이커로 활약했다. 알힐랄에서만 뛴 원 클럽맨이다.

## 국가대표팀
자베르는 1994년 대회부터 2006년 대회까지 4회 연속으로 월드컵에 출전했었다. 그는 1994년 모로코와의 조별리그에서 PK골을 넣고 팀의 첫 16강 진출을 이끌었으며, 1998년에는 16강 진출에는 실패했지만 남아공과의 조별리그에서 득점을 기록했다. 그리고 2002년과 2006년에는 2회 연속으로 월드컵에서 주장을 맡았으며, 2006년에는 튀니지와의 첫 경기에서 득점을 하면서 백전노장의 힘을 과시하기도 했다.

## 경력
- 1992년 킹 파흐드컵 국가대표
- 1992년 AFC 아시안컵 국가대표
- 1994년 FIFA 월드컵 국가대표
- 1995년 킹 파흐드컵 국가대표
- 1996년 AFC 아시안컵 국가대표
- 1997년 FIFA 컨페더레이션스컵 국가대표
- 1998년 FIFA 월드컵 국가대표
- 2000년 AFC 아시안컵 국가대표
- 2002년 FIFA 월드컵 국가대표
- 2006년 FIFA 월드컵 국가대표

## 수상
사우디아라비아
- 1992년 킹 파흐드컵 준우승
- 1992년 AFC 아시안컵 준우승
- 1996년 AFC 아시안컵 우승
- 2000년 AFC 아시안컵 준우승

## 같이 보기
- A매치 100경기 이상 출전한 축구 선수 명단